# Чили на зимних Олимпийских играх 1952
Чили принимала участие в Зимних Олимпийских играх 1952 года в Осло (Норвегия) во второй раз за свою историю, но не завоевала ни одной медали.

## Состав сборной
Сборная состояла из 3 спортсменов (все — мужчины), которые состязались в горнолыжном спорте. Самым младшим участником был 23-летний Эдуардо Сильва, самым старшим 28-летний Хайме Эррасурис.

## Результаты
Соревнования проходили с 14 по 20 февраля; они одновременно считались соревнованиями 12 чемпионата мира по горнолыжному спорту. Впервые в программу соревнований был введён гигантский слалом. Соревнования по гигантскому слалому и скоростному спуску прошли в Крёдсхераде, по обычному слалому — на холме Рёдклейва.
Лушим результатом испанской сборной стало 66 место Эдуардо Сильвы в скоростном спуске.
| Спортсмен        | Соревнование      | 1 попытка | 1 попытка | 2 попытка | 2 попытка | Итог   | Итог  |
| Спортсмен        | Соревнование      | Время     | Место     | Время     | Место     | Время  | Место |
| ---------------- | ----------------- | --------- | --------- | --------- | --------- | ------ | ----- |
| Хайме Эррасурис  | Скоростной спуск  |           |           |           |           | 3:53.3 | 68    |
| Эдуардо Сильва   | Скоростной спуск  |           |           |           |           | 3:52.3 | 66    |
| Хайме Эррасурис  | Гигантский слалом |           |           |           |           | 3:30.3 | 76    |
| Эдуардо Сильва   | Гигантский слалом |           |           |           |           | 3:25.6 | 75    |
| Серхио Наваррете | Слалом            | 1:20.9    | 63        | —         | —         | —      | —     |
| Хайме Эррасурис  | Слалом            | 1:19.0    | 62        | —         | —         | —      | —     |
| Эдуардо Сильва   | Слалом            | 1:16.2    | 56        | —         | —         | —      | —     |